# Juliën Holtrigter
Juliën Holtrigter, pseudoniem van Henk van Loenen, (Hilversum, 22 juni 1946) is een Nederlandse dichter en schilder.

## Loopbaan
Juliën Holtrigter groeide op in een gereformeerd gezin. Na de mulo en de pedagogische academie werd hij tekenleraar. Naast zijn werk volgde hij lessen modeltekenen en grafiek aan de Academie Artibus Utrecht. Pas in de jaren 90 begon hij naast zijn beeldende werk ook poëzie te schrijven. Hij debuteerde in 2001 bij uitgeverij Mozaïek met de dichtbundel Omwegen. Jaco Groot, oprichter/directeur van uitgeverij De Harmonie, zag zijn talent en redigeerde de zeven bundels die daarna bij hem verschenen. Gedichten van Holtrigter  werden opgenomen in literaire tijdschriften als Maatstaf,  Awater, Tirade, Liter en in bloemlezingen als ‘De Nederlandstalige poëzie in pocketformaat’ en ‘De moderne Nederlandstalige poëzie in 400 gedichten’. In 2011 won hij de Turing Nationale gedichtenwedstrijd met het gedicht Onder de sterren geslapen.
Zijn werk gaat over kijken en 'zien'. Daarvan getuigen ook de foto ’s die hij maakt. Het is de wereld waarover de dichter schrijft. Als schilder begeeft hij zich in het grensgebied van figuratie en abstractie. De kwetsbare mensfiguur speelt in al zijn kleurrijke werk een centrale rol. Alleen in Markuspassie, zijn verbeelding van de kruiswegstaties, komen woord en beeld samen.
Juliën Holtrigter is getrouwd met Agnes Tholen. Zij hebben twee dochters, Eva van Loenen en Linde van Loenen. Dichter en liedtekstdichter René van Loenen is een broer.
Onder zijn eigenlijke naam Henk van Loenen exposeert hij schilderijen en grafiek.

## Pulicaties
- De weg naar huis, 2025 - gedichten, De Harmonie, Amsterdam
- De sprong van de vis, 2021 - gedichten, De Harmonie, Amsterdam
- Raadselwater, 2015 - gedichten, De Harmonie, Amsterdam
- Snijderseiland, 2012 - gedichten - De Harmonie, Amsterdam
- Het feest van de schemer, 2009 - De Harmonie, Amsterdam
- Het stilteregister, 2006 - De Harmonie, Amsterdam
- Het verlangen te verdwalen, 2004 - De Harmonie, Amsterdam
- Omwegen, 2001 - Mozaiek, Zoetermeer[2]

### Holtrigter in bloemlezingen
- Gedichten 1997 – een keuze uit de tijdschriften, Leuven, 1997, Davidsfonds /  Clauwaert
- Symbolen en cymbalen, de beste gedichten uit de christelijke traditie  van de 20e eeuw – 2000, Mozaiek
- De 100 beste gedichten van 2004,  De Arbeiderspers
- Vrede is eten met muziek, sporen van oorlog in de Nederlandse poëzie ,   2005, Van Gennep
- Ik blijf zijn kind, al word ik eeuwenoud, gedichten over  vaders,  2006,  Kok
- Ook wij waren winnaars, sportgedichten uit Nederland en  Vlaanderen.,  2006, De Geus
- De 100 beste gedichten van 2006,  De Arbeiderspers
- 25 jaar Nederlandstalige poëzie 1980 – 2005 in 666 en een stuk of wat  gedichten,  Breukers, 2006, BnM
- Brandaan van de christelijke poëzie, 2008, Brandaan
- Dagkalender van de poëzie, 2008, 2009, 2010 en 2012, Meulenhoff
- Dicht! De beste poëzie, slamdichters en  rapteksten, 2009, Rainbow Essentials, Muntinga
- Op reis, de mooiste reisgedichten voor onderweg, 2010, Rainbow  Essentials,  Muntinga
- De vier jaargetijden, de mooiste gedichten over de seizoenen, 2011,  Rainbow Essentials,  Muntinga
- Verbarium, de mooiste gedichten uit 25 jaar Concept, Brugge /  Nuenen, 2011, Concept
- Mijn poëziekalender, 2012, samenstelling Gerrit Komrij, Van Gennep
- De Nederlandstalige poëzie in pocketformaat, Breukers en Hoorne, 2012,  Compaan
- Poeziekalender 2013, E. N. Perquin en M. Hartman, Van Oorschot
- Van God los – gedichten over geloof en ongeloof, Stassijns en Van  Strijtem, 2012, Lannoo
- Waarom ben je niet bij mij,  Arie Boomsma,  2013,  Prometheus
- Gedichten voor mannen, Breukers / Mertens, 2015, Marmer
- Ik weet niet welke weg je neemt,  Arie Boomsma, 2015, Prometheus
- Dichters uit de bundel – De moderne  Nederlandstalige poëzie in 400 gedichten, Breukers  en Mertens, 2016, Marmer
- Zusterlief, broederlief, samenstelling Wim Zijlstra, Anderszins, 2017[2]